# Andrea Massimini
Andrea Massimini (Roma, 1727 – Roma, 22 aprile 1792) è stato un chirurgo italiano.

## Biografia
Nel 1777 divenne chirurgo primario dell'Ospedale della Consolazione, dove aveva studiato.
Nel 1785 Pio VI lo annoverò tra i chirurghi pontifici.
Nel 1776 pubblicò un commentario sul De Fracturis, attribuito ad Ippocrate, e nel 1783 un commentario alle Tabulae anatomicae di Bartolomeo Eustachi.
Si spense a Roma nel 1792.

## Opere
- Andrea Massimini, In Hippocratis Coi medicorum omnium longe principis librum de fracturis commentaria, Benedictum Francesium, 1776.
- Andrea Massimini, Andreae Maximini Explicatio tabularum anatomicarum Bartholomaei Eustachii and Romanae archetypae tabulae anatomicae, Ex typographia Pauli Junchi, Roma, 1783.
- Andrea Massimini, Discorso accademico sulla nutrizione, Ciancarellii, 1792.